# Субпрефектура Лапа
Субпрефектура Лапа (порт. Subprefeitura da Lapa) — одна из 31 субпрефектур города Сан-Паулу, находится в западной части города. Общая площадь 40,1 км². Численность населения — 305 526 жителей.
Субпрефектура Лапа состоит из 6 округов:
- Лапа (Lapa)
- Барра-Фунда (Barra Funda)
- Пердизес (Perdizes)
- Вила-Леополдина (Vila Leopoldina)
- Жагуара (Jaguara)
- Жагуаре (Jaguaré)

В южной части субпрефектуры Лапа, которая включает в себя районы Альто да Лапа, Пердизес, Сумаре и Помпею, сосредоточено большинство исторических зданий и сооружений, элитных районов проживания потомков английских инженеров, строивших железные дороги в Бразилии и Сан-Паулу.
В северной части субпрефектуры Лапа, которая включает в себя Барра Фунда, Агуа-Бранка и Lapa de baixo проживает, в основном, рабочее население, большинство из которых являются потомками семей, работавших в прошлом на двух основных участках железных дорог города: железной дороги Сан-Паулу и Сорокабана. Сегодня здесь имеется 2 местных городских железнодорожных вокзала.